# 尖苞谷精草
尖苞谷精草（学名：Eriocaulon echinulatum）为谷精草科谷精草属下的一个种。

## 扩展阅读
- 維基物種上的相關：尖苞谷精草